# Павия, Мануэль (маршал)
Мануэль Павия-и-Ласи, 1-й маркиз де Новаличес (исп. Manuel Pavía y Lacy; 6 июля 1814, Гранада — 22 октября 1896, Мадрид) — испанский маршал.

## Биография
Родился в Гранаде 6 июля 1814 года. Он был сыном полковника Павии. 
Через несколько лет после окончания иезуитской школы в Валенсии он поступил в Королевскую артиллерийскую академию в Сеговии. 
В 1833 году он стал лейтенантом в свите королевы Изабеллы II, а во время Карлистской войны с 1833 по 1840 год генералом дивизии на следующий год в возрасте всего лишь двадцати шести лет. Умеренная партия сделала его военным министром в 1847 году и отправил в Каталонию, где его усилия подавить восстание карлистов не увенчались успехом. Он стал сенатором в 1845 году и маркизом в 1848.
Он был отослан в Манилу в 1852 году в качестве генерал-губернатора Филиппин (на тот момент испанской колонии). В апреле 1854 года он разгромил с большой жестокостью серьёзные беспорядки и провёл множество полезных реформ.
По возвращении в Испанию он женился на графине Санта-Исабель и командовал резервом на полуострове во время войны с Марокко. Он дважды отказался от портфеля военного министра, который ему предлагали маршалы О’Доннелл и Нарваэс, и взял на себя обязательство сформировать умеренное правительство в 1864 году, которое было создано, но просуществовало лишь несколько дней. Он вызвался подавить беспорядки в Мадриде 22 июня 1866 года, и, когда вспыхнула революция, в сентябре 1868 года, принял командование войсками королевы Изабеллы. Он был побеждён генералом Серрано при Алколеа 28 сентября 1868 года и получил настолько тяжёлое ранение в лицо, что был изуродован на всю жизнь. Он держался в стороне от политики во время дальнейшего развития революции и отправился на встречу с королём Альфонсо XII, когда тот находился в Валенсии в январе 1875 года.
Реставрация Бурбонов сделала маркиза де Новаличеса сенатором, и новый король вручил ему Орден Золотого руна. 